# Pannecé
Pannecé är en kommun i departementet Loire-Atlantique i regionen Pays de la Loire i nordvästra Frankrike. Kommunen ligger i kantonen Riaillé som tillhör arrondissementet Ancenis. År 2022 hade Pannecé 1 454 invånare.

## Befolkningsutveckling
Antalet invånare i kommunen Pannecé
| Referens: INSEE |